# Светско првенство у пливању 2017 — 200 м делфин за жене
Такмичење у пливању у дисциплини 200 метара делфин стилом за жене на Светском првенству у пливању 2017. одржано је 26. јула (квалификације и полуфинала) и 27. јула (финале) као једна од дисциплина Светског првенства у воденим спортовима. Трке су се одржавале у базену Дунав арене у Будимпешта.
За трке у овој дисциплини било је пријављено 35 такмичарки из 27 земаља. Титулу светске првакиње у овој дисциплини освојила је Шпанкиња Миреја Белмонте Гарсија која је у финалу испливала време од 2:05,26 секунди. Сребрну медаљу освојила је Немица Франциска Хентке, док је бронза припала Мађарици Катинки Хосу.

## Освајачи медаља
|                               | Резултат |                        | Резултат |                    | Резултат |
|                               |          |                        |          |                    |          |
| Миреја Белмонте Гарсија (ШПА) | 2:05,26  | Франциска Хентке (НЕМ) | 2:05,39  | Катинка Хосу (МАЂ) | 2:06,02  |

## Званични рекорди
Пре самог такмичења у овој дисциплини важили су следећи рекорди:
| Рекорд                         | Име                | Резултат | Место         | Датум             |
| ------------------------------ | ------------------ | -------- | ------------- | ----------------- |
| Светски рекорд СР              | Љу Циге (КИН)      | 2:01,81  | Ђинан (Кина)  | 21. октобар 2009. |
| Рекорд светских првенстава РПр | Џесика Шипер (АУС) | 2:03,41  | Рим (Италија) | 30. јул 2009.     |

## Резултати квалификација
За такмичење у тркама на 200 метара делфин стилом за жене било је пријављено 35 такмичарки из 27 земаља, а свака од земаља је имала право на максимално два такмичара у овој дисциплини. Квалификационе трке пливане су 26. јула у јутарњем делу програма, са почетком од 10:17 по локалном времену, а пласман у полуфинале остварило је 16 такмичарки са најбољим резултатима квалификација. Квалификације су се пливале у 4 квалификационе групе.
| ПЛ. | Трка | Стаза | Пливач                  | Држава           | Резултат | Напомена |
| --- | ---- | ----- | ----------------------- | ---------------- | -------- | -------- |
| 01. | 4    | 6     | Катинка Хосу            | Мађарска         | 2:07,25  | КВ       |
| 02. | 4    | 3     | Џанг Јуфеј              | Кина             | 2:07,50  | КВ       |
| 03. | 4    | 4     | Миреја Белмонте Гарсија | Шпанија          | 2:07,59  | КВ       |
| 04. | 4    | 5     | Џоу Јилин               | Кина             | 2:07,72  | КВ       |
| 05. | 3    | 3     | Лилијана Силађи         | Мађарска         | 2:07,73  | КВ       |
| 06. | 2    | 2     | Ан Сехјон               | Јужна Кореја     | 2:08,06  | КВ       |
| 06. | 3    | 4     | Франциска Хентке        | Немачка          | 2:08,06  | КВ       |
| 08. | 3    | 7     | Стефанија Пироци        | Италија          | 2:08,84  | КВ       |
| 08. | 2    | 5     | Хејли Фликингер         | Сједињене Државе | 2:08,84  | КВ       |
| 10. | 4    | 1     | Дакота Лутер            | Сједињене Државе | 2:08,86  | КВ       |
| 11. | 3    | 5     | Бријана Тросел          | Аустралија       | 2:08,98  | КВ       |
| 12. | 2    | 4     | Сузука Хасегава         | Јапан            | 2:09,10  | КВ       |
| 13. | 2    | 1     | Иларија Бјанки          | Италија          | 2:09,12  | КВ Од.   |
| 14. | 4    | 2     | Алис Томас              | Велика Британија | 2:09,13  | КВ       |
| 15. | 3    | 6     | Хироко Макино           | Јапан            | 2:09,14  | КВ       |
| 16. | 4    | 7     | Ања Клинар              | Словенија        | 2:09,21  | КВ       |
| 17. | 3    | 2     | Мартина ван Беркел      | Швајцарска       | 2:09,34  | КВ       |
| 18. | 2    | 7     | Парк Суђин              | Јужна Кореја     | 2:09,44  |          |
| 19. | 3    | 1     | Жоана Марањао           | Бразил           | 2:09,77  |          |
| 20. | 2    | 6     | Светлана Чимрова        | Русија           | 2:09,86  |          |
| 21. | 2    | 3     | Шарлот Еткинсон         | Велика Британија | 2:10,68  |          |
| 22. | 3    | 0     | Клаудија Назијебло      | Пољска           | 2:11,34  |          |
| 23. | 4    | 9     | Барбора Завадова        | Чешка            | 2:12,09  |          |
| 24. | 2    | 0     | Марија Хосе Мата        | Мексико          | 2:12,82  |          |
| 25. | 2    | 9     | Ана Дундунаки           | Грчка            | 2:12,90  |          |
| 26. | 4    | 8     | Анастасиа Гуженкова     | Русија           | 2:13,65  |          |
| 27. | 3    | 8     | Хелена Гасон            | Нови Зеланд      | 2:13,71  |          |
| 28. | 3    | 9     | Мај Ховардсен           | Данска           | 2:13,88  |          |
| 29. | 2    | 8     | Исабела Паез            | Венецуела        | 2:14,98  |          |
| 30. | 1    | 4     | Азра Авдић              | Перу             | 2:15,09  |          |
| 31. | 4    | 0     | Вирхинија Бардач        | Аргентина        | 2:15,15  |          |
| 32. | 1    | 5     | Алисија Мансиља         | Гватемала        | 2:20,58  |          |
| 33. | 1    | 3     | Дамини Говда            | Индонезија       | 2:28,95  |          |
| 34. | 1    | 2     | Лара Аклук              | Јордан           | 2:32,35  |          |
| 35. | 1    | 6     | Аланија Сутије          | Самоа            | 2:35,11  |          |

## Полуфинала
Полуфиналне трке пливане су истог дана када и квалификације, 26. јула у поподневном делу програма са почетком у 18:25 по локалном времену. Пласман у финале остварило је 8 такмичарки са најбољим временима.
Прво полуфинале
| ПЛ. | Стаза | Пливач             | Држава           | Резултат | Напомена |
| --- | ----- | ------------------ | ---------------- | -------- | -------- |
| 1.  | 5     | Џоу Јилин          | Кина             | 2:06,63  | КВ       |
| 2.  | 7     | Сузука Хасегава    | Јапан            | 2:07,01  | КВ       |
| 3.  | 4     | Џанг Јуфеј         | Кина             | 2:07,11  | КВ       |
| 4.  | 3     | Ан Сехјон          | Јужна Кореја     | 2:07,82  | кВ       |
| 5.  | 6     | Хејли Фликингер    | Сједињене Државе | 2:07,89  |          |
| 6.  | 1     | Хироко Макино      | Јапан            | 2:07,95  |          |
| 7.  | 8     | Мартина ван Беркел | Швајцарска       | 2:08,71  |          |
| 8.  | 2     | Дакота Лутер       | Сједињене Државе | 2:09,55  |          |

Друго полуфинале
| ПЛ. | Стаза | Пливач                  | Држава           | Резултат | Напомена |
| --- | ----- | ----------------------- | ---------------- | -------- | -------- |
| 1.  | 6     | Франциска Хентке        | Немачка          | 2:06,29  | КВ       |
| 2.  | 5     | Миреја Белмонте Гарсија | Шпанија          | 2:06,71  | КВ       |
| 3.  | 4     | Катинка Хосу            | Мађарска         | 2:07,37  | КВ       |
| 4.  | 3     | Лилијана Силађи         | Мађарска         | 2:07,67  | КВ       |
| 5.  | 2     | Стефанија Пироци        | Италија          | 2:08,62  |          |
| 6.  | 1     | Алис Томас              | Велика Британија | 2:08,72  |          |
| 7.  | 8     | Ања Клинар              | Словенија        | 2:09,31  |          |
| 8.  | 7     | Бријана Тросел          | Аустралија       | 2:10,58  |          |

## Финале
Финална трка пливана је 27. јула са почетком у 18:34 часова по локалном времену.
| ПЛ. | Стаза | Пливач                  | Држава       | Резултат | Напомена |
| --- | ----- | ----------------------- | ------------ | -------- | -------- |
|     | 3     | Миреја Белмонте Гарсија | Шпанија      | 2:05,26  |          |
| 2   | 4     | Франциска Хентке        | Немачка      | 2:05,39  |          |
| 3   | 7     | катинка Хосу            | Мађарска     | 2:06,02  |          |
| 4.  | 8     | Ан Сехјон               | Јужна Кореја | 2:06,67  |          |
| 5.  | 2     | Џанг Јуфеј              | Кина         | 2:07,06  |          |
| 6.  | 6     | Сузука Хасегава         | Јапан        | 2:07,43  |          |
| 7.  | 1     | Лилијана Силађи         | Мађарска     | 2:07,58  |          |
| 8.  | 5     | Џоу Јилин               | Кина         | 2:07,67  |          |